# 金屋町 (高岡市)
金屋町（かなやまち）は、富山県高岡市の地名。中心市街地にもほど近く、かつては高岡銅器産業の中心として栄えた。郵便番号は933-0841。
1609年（慶長14年）、加賀藩の藩主・前田利長が高岡城を築城、高岡の町を開いたとき町の繁栄を図るため、1611年（慶長16年）に、金森弥右衛門ほか7名の鋳物師を礪波郡西部金屋村（現・高岡市戸出西金屋）から現在の金屋町に移住させたため、高岡銅器産業の中心となった。現在も千本格子造り（地元では「さまのこ」と言う）の街並みが残り、石畳の道と相まって高岡市の観光地のひとつになっている。2012年（平成24年）12月28日に国の重要伝統的建造物群保存地区として選定されている。種別「鋳物師町」としては初めての選定である。毎年6月に、地域の祭りとして前田利長の遺徳を偲び御印祭（ごいんさい）が行われる。

## 地理
高岡市の中心市街地の北西に位置する。町の南西から南東方向に向けて千保川が流れる。
北は金屋本町、東は川原本町・中島町、南は横田町一丁目、西は横田町三丁目・昭和町三丁目と接する。北東角の金屋交差点で昭和町一丁目と一点で接している。

## 歴史
金屋町の歴史は、職住一体で展開されてきた。鋳物産業は火災の危険があったため、千保川を挟んで高岡城下町と向かい合っている金屋町に7名の鋳物師が集められ鋳物工場及び宅地用として約5000坪（東西50間、南北100間）の土地を与えて優遇した。個々の敷地は奥に長い短冊形になっており、道路面から順に母家、背後に中庭を設置、その奥に土蔵そして作業場が建っている。これにより作業場から起きる火災から母家への延焼を防ぐ工夫がなされている。この宅地は拝領地や御印地と呼ばれた。また鋳物師らは御綸旨を代々相伝する、諸役を免除される、関所の通過を自由とするなどといった特権を明治維新まで得ていた。
金屋町に移った当初、鋳物師らは日用の鍋・釜といった鉄器を作っていたが、後に地域の需要に応える形で銅器生産、多彩な金物生産に移行していった。銅器の生産が始まったのは天保・弘化の頃とされる。江戸時代中期には鋳物師の数は日本一となった。
明治維新後はニシン釜などの大型の鉄器を鋳造したほか、高岡大仏や各地の銅像・梵鐘なども手掛けた。

## 街並みの整備
金屋町では、住民が「金屋町まちづくり憲章」を定め、まちづくりに取り組んでいる。金屋町通りは1989年（平成元年）度から1991年（平成3年）度まで2億3千万円をかけて路面が整備され、御影石を使った石畳の道路に生まれ変わった。この石畳には銅がちりばめられている。同時に無電柱化とガス灯風の街灯の設置も行われた。
2008年（平成20年）10月25日から26日にかけて、「金屋町楽市」が開かれた。楽市は産学官民が共催し、石畳の通りや町屋の中に100人の工芸作家が出品した約1,000点が飾られ、期間中1万人の来客があった。楽市は高岡銅器の職人と工芸作家の交流を生み、町の賑わいを創出に成功した。この楽市は、2014年（平成26年）現在も「金屋町楽市inさまのこ」として開かれている。
金屋町と金屋本町の各一部、6.4ヘクタールは、2012年（平成24年）4月、富山高岡広域都市計画により伝統的建造物群保存地区となり、同年12月28日、国の重要伝統的建造物群保存地区として選定された。なお地区内の伝統的建造物は、2013年（平成25年）7月10日に2棟追加され113棟である。また、2015年（平成27年）4月24日、「加賀前田家ゆかりの町民文化が花咲くまち高岡－人、技、心－」の構成文化財として日本遺産にも認定される。
石畳の街並みの中程には、2007年（平成19年）4月27日に開館した「高岡市鋳物資料館」が所在する。
2014年（平成26年）8月17日に重要伝統的建造物群保存地区内で火災があり、伝統的建造物指定の2棟を含む4棟を全焼したほか、2棟が半焼や部分焼した。なお石畳沿いの千本格子が多く残る家屋への類焼は免れた。

## 世帯数と人口
2018年（平成30年）3月31日現在の世帯数と人口は以下の通りである。
| 町丁   | 世帯数  | 人口  |
| ------ | ------- | ----- |
| 金屋町 | 180世帯 | 480人 |

1980年（昭和55年）頃と比較すると、2010年（平成22年）の人口は3分の1まで減少した。

## 小・中学校の学区
市立小・中学校に通う場合、学区は以下の通りとなる。
| 番・番地等 | 小学校             | 中学校                 |
| ---------- | ------------------ | ---------------------- |
| 全域       | 高岡市立西条小学校 | 高岡市立高岡西部中学校 |

## おもな施設

### 高岡市鋳物資料館
石畳みの街並みの中にある民家を改修し、2007年（平成19年）4月27日に開館した、高岡の鋳物の史料を集めた資料館。金屋緑地公園側からも入館できる。無料と有料ゾーンからなり、無料ゾーンには鋳物製造に必要な道具や鋳型などが展示され、たたら製鉄に不可欠なたたら踏みや、箱吹子（はこふいご）などを実際に体験できる。有料ゾーンには製造道具、これまでに製造された日用品の鋳物から美術品、歴史や製造に関わる資料などが展示されている。2013年（平成25年）3月20日には改修しリニューアルオープンしている。なお鋳物資料館所蔵の1,561点の史料は、「高岡鋳物の製作用具及び製品」として、2011年（平成23年）3月9日に国の登録有形民俗文化財に登録されている。

### 金屋緑地公園
千保川沿いにある鋳物工場跡地にある、前田家家紋の梅鉢紋の形を模した公園。高岡鋳物発祥の碑や、一画には与謝野晶子と夫の与謝野鉄幹が、1933年（昭和8年）11月に高岡を訪れ、金屋町に立ち寄った際詠んだ句碑などのほか、弥栄節（やがえふ）や鋳物作業の像が建つ。金屋町の観光用駐車場も兼ね、高岡市鋳物資料館の無料展示ゾーンを通り、石畳みの街並みに向かうこともできる。

### 旧南部鋳造所のキュポラと煙突
金屋町の石畳みの通りから少しはずれた金屋本町の一角（現在はパチンコ店ノースランド駐車場内）に、旧南部鋳造所の「キュポラ（溶鉱炉）」と角形煙突が残されている。明治末期まで溶鉄や溶銅は、古来より伝わるたたらを踏んで火を起こすたたら製鉄の方法を用い得ていたが、たたら踏みは重労働だったこともあり、明治期に入ると金屋町でもより近代的な西洋式溶鉱炉キュポラがいくつか建造された。その後ほとんどのキュポラは役目を終え取り壊されていったが、旧南部鋳造所のキュポラは1924年（大正13年）に建造され、2000年（平成12年）2月まで使用された唯一現存するもので、2001年（平成13年）10月12日には国の登録有形文化財に登録された。
- キュポラ: 構造 鉄製、高さ 3.3m、径 0.7m（送風機など一部は現存しない）
- 煙突（角形）・煙道
  - 煙突: 構造 レンガ造り、高さ 14.5m、幅 1.78m（下部の一角の幅）
  - 煙道: 構造 レンガ造りで一部石積み、高さ 0.6m（一部2.53m）、長さ 7.13m

熱せられた排煙をもう一度直径0.3mの送風鉄管を用いキュポラの上部に通すことで、熱効率を高める工夫がなされている。

### ウランガラス鋳芸館
高岡市にある新森商事の元会長であった新森慎之介が金屋町で、2020年（令和2年）3月27日に開館したウランガラス作品を展示する美術館。新森商事は金屋町で創業した鋳造関連の企業であり、高岡の鋳造技術をいかし2005年（平成17年）よりウランガラス製品などの製造も行っていることから、創業地金屋町での町おこし事業として空き家を利用し開設した。
施設内に残る防空壕も展示に利用している館内には、これまで収集した海外作家のウランガラス作品、新森商事が手掛けたウランガラスの仏像など約70点を展示している。なお、ウランガラスにブラックライトを照らすと黄緑色に輝く特徴をいかした展示がされている。

### 金屋町公民館
鳳鳴橋左岸にある公民館。屋上には1984年（昭和59年）に設置された、前田利長の兜を模した三角屋根に「励みの鐘」が掛かり、時を告げる。

### 鳳鳴橋（鳳凰像）
千保川に架る橋。橋名にちなみ両歩道中央に、向かい合った一対の高さ2.75mの金色鳳凰像が、高岡市政100周年を記念し1984年（昭和59年）に設置された。作者は日展理事長を務めた長崎市出身の彫刻家富永直樹で、上流側が雄、下流側が雌である。なお夜にはライトアップされる。

### 金屋鋳物師町工房（仮称）
高岡市が2019年（令和元年）夏頃より着工予定の、鋳物師育成研修用および観光促進用の施設。約1,340m2の千保川沿いの敷地に、研修棟、工房棟、交流展示棟の3棟を建設予定。研修棟は2019年（令和元年）9月に着工し、残り2棟は2021年度以降の着工予定である。
- 高岡市金屋鋳物師町交流館 - 2020年（令和2年）5月完成、同年9月18日開館。185m2の木造平屋建て。研修室、会議室などからなり、観光客に金屋町の鋳物産業について説明を行う場としても活用される[17]。

### 金屋町金属工芸工房「坩堝」
2005年（平成17年）公開の日本映画『8月のクリスマス』（山崎まさよし主演）は、金屋町でロケーション撮影が行われた。ロケが行われた建物は映画資料館になったが、2010年（平成22年）3月に閉館、同年9月12日に金屋町金属工芸工房「坩堝（かんか）」として開館した。

## 祭礼・行事

### 御印祭（ごいんさい）
毎年6月19日、20日、前田利長の命日（旧暦5月20日）に金屋町にて行なわれる祭りで、約400年前に金屋町を開町し礎を築いた前田利長に感謝し、遺徳を偲び、今日まで唄い継がれる鋳物作りの作業唄「弥栄節（やがえふ又はやがえぶし）」を唄い、男性は法被姿に鉢巻、手に竹の棒を持ち、女性は和服に手ぬぐいを持ち踊り街流しなどを行なう。この唄と踊りは、重労働といわれた単調な作業が長時間に渡って続くたたら踏みに合わせ、疲れを紛らわし、調子を合わせ踏み続けるために唄われたもので、踊りはたたら踏みの動作を所作に取り入れたものである。19日の前夜祭では、午後7時30分より町内並びに各団体約1,000人による弥栄節街流し、金屋緑地公園での舞台踊りなどが、20日の本祭には金屋町公民館で神事を行い、高岡市関にある前田利長墓所と金屋緑地公園や有礒正八幡宮（国の登録有形文化財）にて町内の小・中学生が弥栄節の奉納踊りを行う。なお、2006年（平成18年）には、「とやまの文化財百選（とやまの祭り百選部門）」に選定。2022年（令和4年）8月30日には、弥栄節保存会が、第44回サントリー地域文化賞に選ばれた。
2020年（令和2年）4月22日、新型コロナウイルス感染症の拡大を受け、関係諸団体は、この年の有礒正八幡宮での神事を除く行事の開催中止を決定。2021年（令和3年）の祭礼も、19日の町流しは中止し、20日の神事と神輿巡行のみ行う。

### ふいご恵比須講祭（ふいご祭）
金屋町に隣接する横田町三丁目にある有礒正八幡宮にて、毎年11月8日に行われる祭礼で、祭礼中に鋳造式という神事が行われる。この神事は2011年（平成23年）、金屋町開町400年を記念して復活したものである。

## 交通

### 路線バス
- 加越能バス金屋町バス停

### 道路
- 富山県道64号高岡氷見線
- 金屋町通り